# Шевырёв, Пётр Яковлевич
Пётр Я́ковлевич Шевырёв (23 июня [5 июля] 1863, Харьков — 8 [20] мая 1887, Шлиссельбург, Санкт-Петербургская губерния) — русский революционер-народник, один из организаторов и руководителей Террористической фракции партии «Народная воля».

## Биография
Родился в семье купца, окончил 3-ю Харьковскую гимназию. С 1883 года учился в Харьковском, затем Петербургском университетах.
Зимой 1885—86 организовал нелегальный студенческий «Союз землячеств». В конце 1886 года совместно с А. И. Ульяновым создал «Террористическую фракцию» партии «Народная воля», готовившую покушение на императора Александра III.
В феврале 1887 года, будучи больным туберкулёзом, по настоянию врачей уехал в Крым. Арестован 7 марта в Ялте. 19 апреля на процессе по делу «Второго 1 марта» (см. Первомартовцы) приговорён к смертной казни. Повешен в Шлиссельбургской крепости.

Когда мне придется предстать перед судом, я не намерен излагать своих воззрений… Мы продолжаем только дело наших предшественников. Ими уже достаточно было указано, чем был вызван террор и чего добиваются революционеры. Нет нужды при каждой стычке, при всякой схватке с правительством излагать своё credo. Это тем более излишне, что суд негласный: и судят тайком, и вешают тайком… Как бы ни были явны улики, практичнее всего отрицать своё участие в деле. Этим, с одной стороны, избегается опасность сказать что-нибудь лишнее, что может повредить кому-либо из товарищей, а с другой — чем значительнее мы будем казаться нашим врагам, тем легче будет борьба с ними…

## Киновоплощение
- 1964 — «Казнены на рассвете…». В роли Петра Шевырёва — Г. Федюшенко